# Ufficio postale di Ostia Lido
Il Palazzo delle Poste di Ostia è un edificio postale di Roma situato in piazzale della Posta, nel quartiere Lido di Ostia Ponente, località Ostia.
Ospita l'ufficio postale Roma Ostia Lido (Frazionario 55472).

## Storia
Progettato nel 1933 dall'architetto e ingegnere Angiolo Mazzoni su commissione del Ministero delle comunicazioni, fu inaugurato nel 1934 e adibito a ufficio postale del litorale romano con il nome di Ricevitoria Postelegrafonica di Ostia Lido.
Con la societarizzazione del servizio postale pubblico la proprietà dell'edificio è passata a Poste italiane, ma esso continua a svolgere la funzione di ufficio centrale per Ostia e altri limitrofi quartieri e zone di Roma.

## Contesto urbano

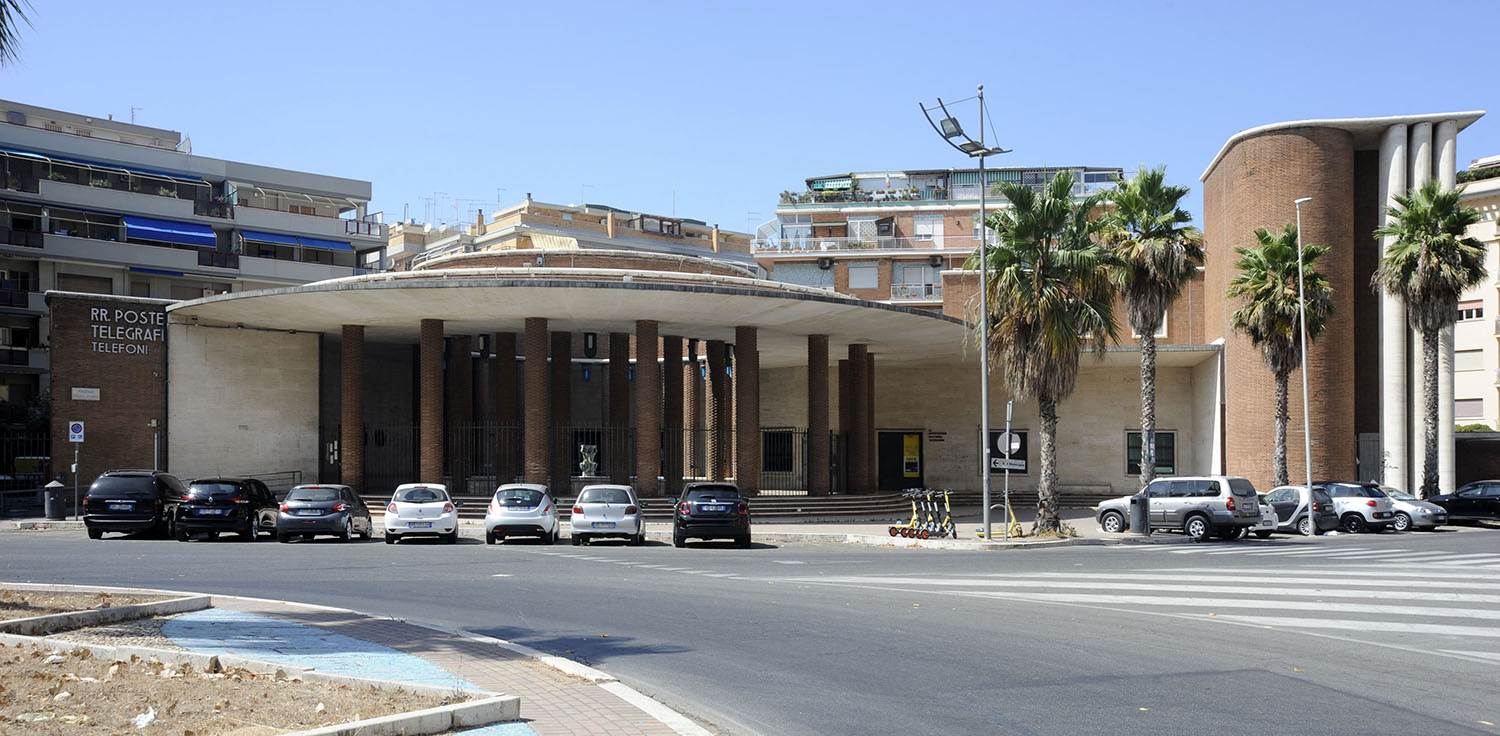
Ufficio Postale di Ostia Lido

Si colloca nel tratto finale di via Ostiense (l'antica via del Mare) che interseca piazzale della Posta prima di giungere al mar Tirreno in piazza Ravennati. Costruito nei primi anni 30 del novecento, rientra fra gli edifici del piano urbanistico e propagandistico del regime fascista. La sua posizione centrale nell'insediamento cittadino di Ostia e il diretto collegamento con Roma, grazie all'antistante via Ostiense, favoriscono il funzionamento della destinazione d'uso; al contempo fanno dell'edificio stesso un punto di riferimento per l'espansione urbanistica del nucleo cittadino, nonché un simbolo forte della presenza e del controllo del regime nella città di Ostia; presenza e controllo che proprio in quegli anni il regime fascista mostrava di avere in tutt'Italia grazie alle numerose inaugurazioni di edifici pubblici che dal 1932 in poi Mussolini opera in tutte le città della penisola.
Angiolo Mazzoni (1894-1979) riveste un importante ruolo nel panorama delle architetture di questo periodo. Ingegnere capo delle Ferrovie dello Stato, attuò numerosi interventi in tale ambito nelle maggiori città italiane: Firenze, Messina, Milano, Roma nonché numerosi edifici pubblici, tra i quali spiccano gli edifici postali di Grosseto, Sabaudia, Littoria (oggi Latina), Palermo, Trento e Ostia.

Architetto di stile e correnti eterogenee concepisce in quest'area una delle sue prime opere di carattere futurista. Proprio in quegli anni, infatti, lo stesso architetto insieme al Marinetti compose e pubblicò "Il manifesto futurista sull'architettura aerea", entrando così a far parte della direzione della rivista di critica architettonica "Futurismo-Sant'Elia". Il nucleo cittadino "Lido di Roma" (nome con cui nel 1933 era chiamato il lido di Ostia) nasce proprio durante il regime fascista e presenta un piano regolatore di stampo Razionalista, movimento ufficiale dell'architettura del regime. Quest'aspetto fa sì che l'opera del Mazzoni composta da linee curve orizzontali tagliate dalle vertiginose linee verticali si contrapponga alla compostezza dell'ordine razionalista italiano. Nel 1932 era stato bandito un concorso dalla società Tirrenia per la progettazione a Ostia di 15 villini signorili. La commissione, composta fra i tanti dal razionalista Mario De Renzi, premierà diversi progetti di architetti razionalisti come Adalberto Libera, Niccolosi e Roccatelli. Tutto ciò rende sempre più unico e avanguardistico il progetto di Angiolo Mazzoni che si distacca dal flusso architettonico del tempo per abbracciare un nuovo stile e che ancora oggi conserva caratteri di modernità.

## Struttura
L'intero organismo dell'edificio ruota su due blocchi principali connessi attraverso un gioco di linee orizzontali curve, predominanti nel primo blocco, che lasciano spazio a quelle verticali man mano che ci si sposta sul secondo blocco. L'edificio è esposto a sud e si affaccia sul piazzale delle Poste facendo angolo tra via Ostiense e corso Duca di Genova.

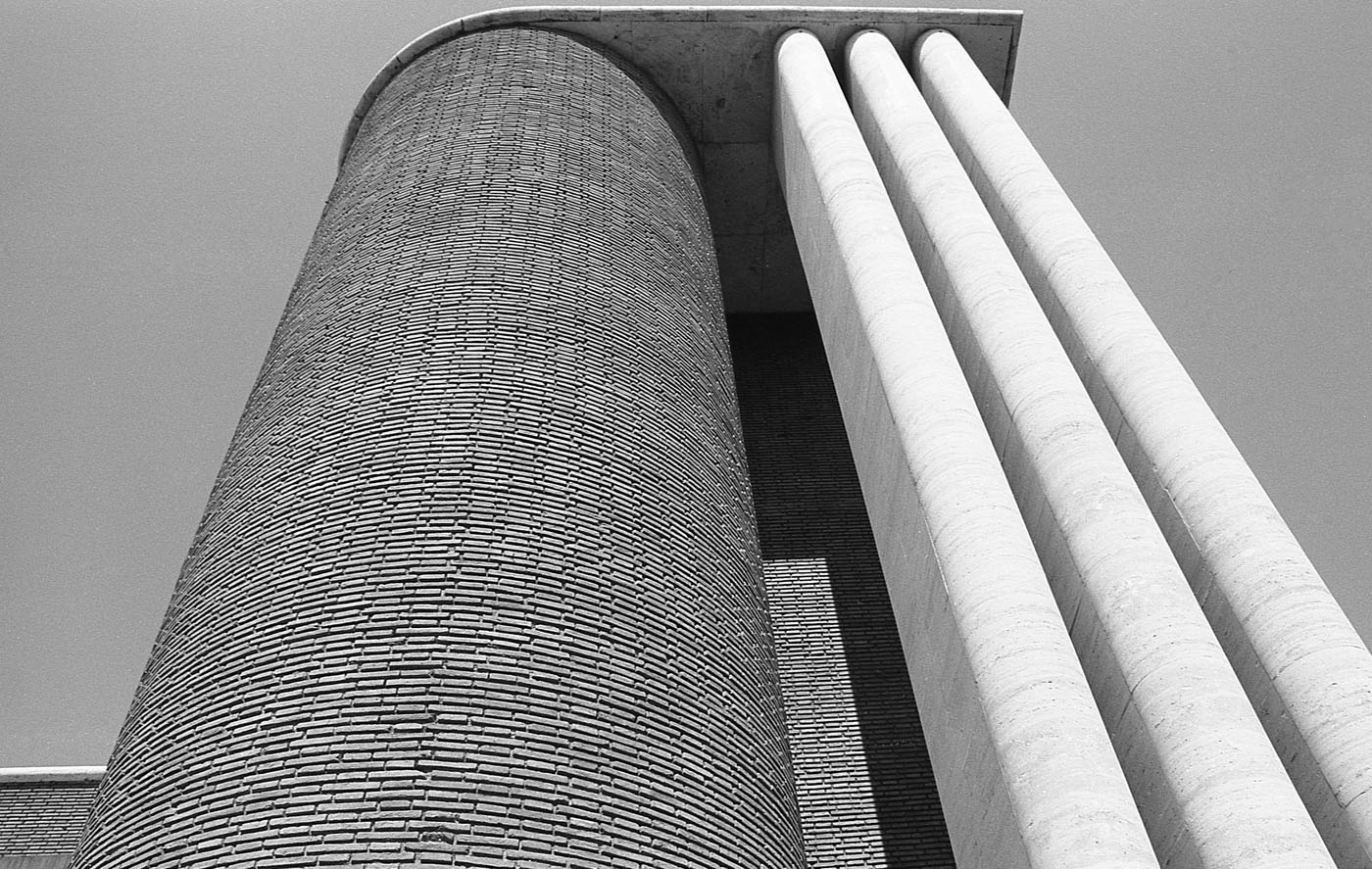
Particolare della torre

Dalla pianta è ben visibile come il corpo principale sia costituito da un portico colonnato che si staglia da una grande scalinata in travertino. Il colonnato, rivestito di elementi in laterizio posti a filari e sfalsati, sostiene la corona circolare della grande pensilina, anch'essa rivestita in travertino, che si sviluppa intorno ad una fontana con vasca a cielo aperto. Il portico funge contemporaneamente da filtro e da elemento di distribuzione delle entrate destinate al pubblico. Intorno ad esso si estende l'edificio vero e proprio comprendente, in una prima fascia, gli ambienti di accoglienza pubblici e, in una seconda fascia più esterna delimitata dagli sportelli, gli uffici comprendenti aree attrezzate per il lavoro postale e i servizi per il personale. Da questo primo blocco composto da un unico piano, si stende lateralmente l'ala dell'edificio rivestita esternamente in travertino che si innalza poi, con un secondo piano rivestito invece in laterizio. 
Il tutto è ben amalgamato al resto, grazie al prolungamento della corona circolare della grande pensilina che corre tra il piano terra e il piano primo parallelamente alla scalinata del portico e terminando poi con una parete in travertino che congiunge la pensilina alla scalinata la quale in questa parte dell'edificio perde la sua funzione di accesso acquistando quella di carattere compositivo. La parete poggiata su di un'enfatica testata chiude l'elemento orizzontale. La testata rivestita di laterizio svetta invece in altezza richiamando alla verticalità attraverso i tre fasci stilizzati rivestiti questa volta in travertino. L'elemento verticale accoglie al suo interno un corpo scala e un alloggio destinato al ricevitore con entrata indipendente e laterale al prospetto principale. Una grande vetrata a tutta altezza, in vetro cemento, ripropone la verticalità d'insieme ai tre fasci stilizzati anteriori.
La struttura è prevalentemente in conglomerato cementizio armato rivestito di mattoni in laterizio, messi in opera a faccia a vista, alternato a lastre di travertino che creano insieme al portico, esposto a sud con vasca a cielo aperto, un gioco di pieni e di vuoti, di luci e di ombre che interessò lo stesso Marinetti che soventemente visitava l'opera nei diversi momenti della giornata proprio per ammirare gli effetti che questa produceva.

### La fontana
Napoleone Martinuzzi (1892-1977) realizza la fontana collocata al centro della vasca. Artista scultore e vetraio nato a Murano, città famosa per l'arte del Vetro, studia all'Accademia di Venezia e di Roma e collaborerà spesso con il Mazzoni negli uffici postali di Palermo e Gorizia e nella stazione di Venezia.
La fontana in rame sbalzato rappresenta due sirene a due code che sorreggono sopra il capo due calici d'acqua; il rivestimento della vasca è di mattoni di vetro azzurro di Murano, novità assoluta nell'utilizzo di tale materiale nell'edilizia. Gli interni, pareti, pavimenti e soffitti sono tutti rivestiti in ceramica nei colori verde chiaro, verde scuro, grigio e azzurro. L'interno dell'abitazione del custode è tinteggiata in arancione "Arsonia". Le porte le finestre e tutti gli accessori sono in rame e anticorodal.

All'interno vi era un elegantissimo mobile a due ripiani, uno per scrivere in piedi e uno per poggiare i pacchi, che possiamo ammirare solo in fotografia poiché all'indomani dell'inaugurazione un gerarca fascista se lo fece portare a casa.

## Valutazione e riferimenti

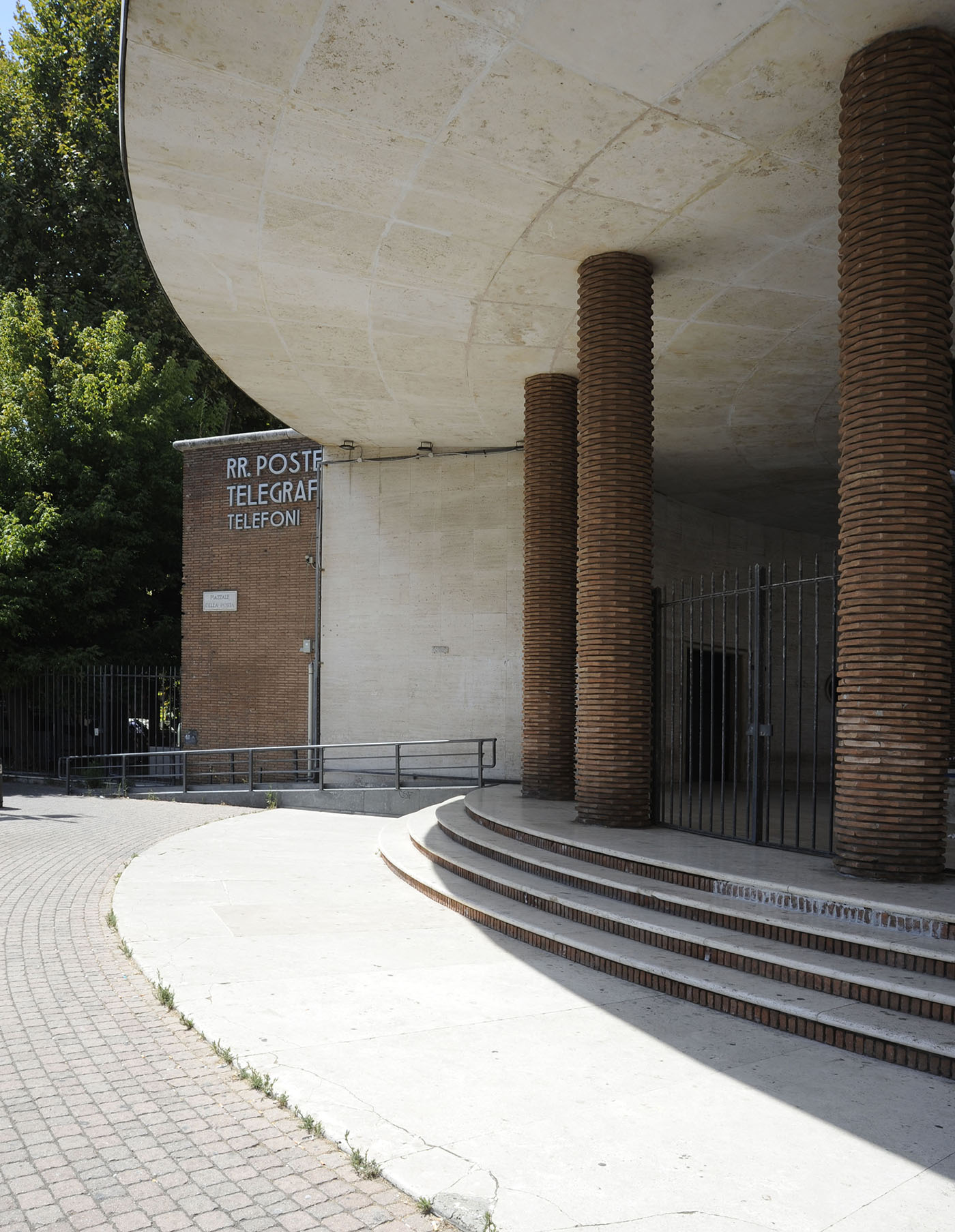
Ingresso dell' Ufficio, la targa è rimasta quella del 1934 REGIE POSTE TELEGRAFI TELEFONI

L'ufficio postale di Ostia Lido così come concepito da Angiolo Mazzoni ha proprie delle forme dei volumi che in quell'ordine compositivo non rientrano nelle ordinarie concezioni di edificio per uffici, bensì ad architetture di diversa funzione. Il prospetto sud ci evidenzia un colonnato circolare, che insieme alla pensilina compone un sistema trilitico, e un'alta testata sulla destra; tutto ciò può riportare alla mente del visitatore il prospetto di un tempio classico. Aria tutt'altro diversa si respira all'interno del portico, dove la fontana in rame e la vasca azzurro mare danno l'illusione di trovarsi in un'area termale. Certamente tutto ciò può essere quindi interpretato come uno studio del Mazzoni sul nuovo movimento architettonico nascente, il quale, non possedendo esempi architettonici ne tantomeno scuole o esponenti affermati, fondava le proprie radici sui disegni d'avanguardia dell'ormai deceduto Antonio Sant'Elia e su concezioni letterarie di Tommaso Marinetti.
Se il futurismo promuoveva fin dai suoi albori una rottura con il passato con le vecchie concezioni sociali artistiche letterarie, e quindi anche architettoniche, contrapponendo attraverso movimento dinamismo al "rigore storico"; Mazzoni si trova a fare i conti con il regime totalitario instaurato negli anni venti da Mussolini che, per motivi propagandistici, aveva sostenuto proprio in quegli anni il movimento razionalista italiano deviandolo dalle concezioni futuriste che il movimento voleva proporre e favorendo un monumentalismo legato alla tradizione classicista sicuramente più adatta alla rievocazione dell'impero romano che Mussolini voleva attuare. Angiolo Mazzoni è costretto quindi a operare una fusione tra il futurismo e la concezione classica introducendo quindi agli elementi compositivi classici il dinamismo descritto nei disegni di Sant'Elia donando, attraverso uno stile unico nel suo genere, nuova vita al movimento futurista.
Tutto risulta più evidente se si confronta l'opera del Mazzoni con quelle dei suoi contemporanei; negli stessi anni, infatti, venivano realizzati gli uffici postali a piazza Bologna da Ridolfi e a via Marmorata dagli architetti Adalberto Libera e De Renzi. L'edificio di piazza Bologna, di dimensioni molto maggiori rispetto a quello di Ostia, si configura come un unico volume che, se pur prende una forma plastica amalgamandosi alla piazza antistante, rimane austero e solido per mezzo delle sue linee curve semplici che seguono una razionale logica compositiva che rimane coerente con la destinazione d'uso dell'edificio. La scelta dei materiali, come il travertino, e l'attenzione al dettaglio è accurata proprio come nel ufficio di Ostia; anche se in quello di piazza Bologna, date le sue dimensioni e i già elevati costi di edificazione, l'attenzione per alcuni materiali risulta mancante.
Le poste di via Marmorata hanno invece una pianta simmetrica squadrata composta da un imponente corpo perimetrale a forma di U alto tre piani all'interno del quale si trova un volume più basso che ospita il salone per il pubblico che è illuminato da un tamburo traslucido che sporge dal tetto. Qui i materiali sono vari e pregiati marmi vetro cemento ferro e vetro. Mentre nell'ufficio postale di Ostia la vasca a cielo aperto ha puramente un valore estetico e se vogliamo legato ad una concezione di rievocazione classica, nell'ufficio postale di Libera l'apertura al cielo è collocata nel tamburo sporgente del salone per il pubblico che oltre a rivestire un ruolo estetico sul prospetto esterno, spezzando il rigore delle linee rette squadrate del perimetro a U, ne svolge a pieno uno di tipo funzionale illuminando l'interno della sala. Rispetto agli altri due edifici postali l'ufficio di Ostia risulta quindi più come uno studio architettonico compositivo di due correnti che come ufficio per le poste nonostante svolga questo compito da quasi 80 anni.